# 黑斑梭鱈
黑斑梭鱈（学名：Lucigadus nigromarginatus），又名黑缘梭鳕、鱈魚，为輻鰭魚綱鱈形目鼠尾鱈科梭鱈屬下的一个种，為深海底棲性魚類，分布於印度西太平洋澳洲及紐西蘭、東南太平洋智利海域，深度200-1463公尺，棲息在大陸坡底層水域，生活習性不明。